# Mauna punctillata
Mauna punctillata är en fjärilsart som beskrevs av Louis Beethoven Prout 1938. Mauna punctillata ingår i släktet Mauna och familjen mätare. Inga underarter finns listade i Catalogue of Life.